# Mojanci (gmina Koczani)
Mojanci (maced. Мојанци) – wieś w północno-wschodniej Macedonii Północnej, w gminie Koczani.